# Hubert Essame
Hubert Essame, britanski general, * 1896, † 1976.